# Scardovari
Scardovari è una frazione che appartiene al comune di Porto Tolle, in provincia di Rovigo, nella regione Veneto. È la frazione più importante dopo il capoluogo da cui dista circa 15 chilometri. A pochi chilometri da Scardovari sorgono la piccola località di Bonelli e la spiaggia di Barricata, uno dei due più importanti lidi del comune.

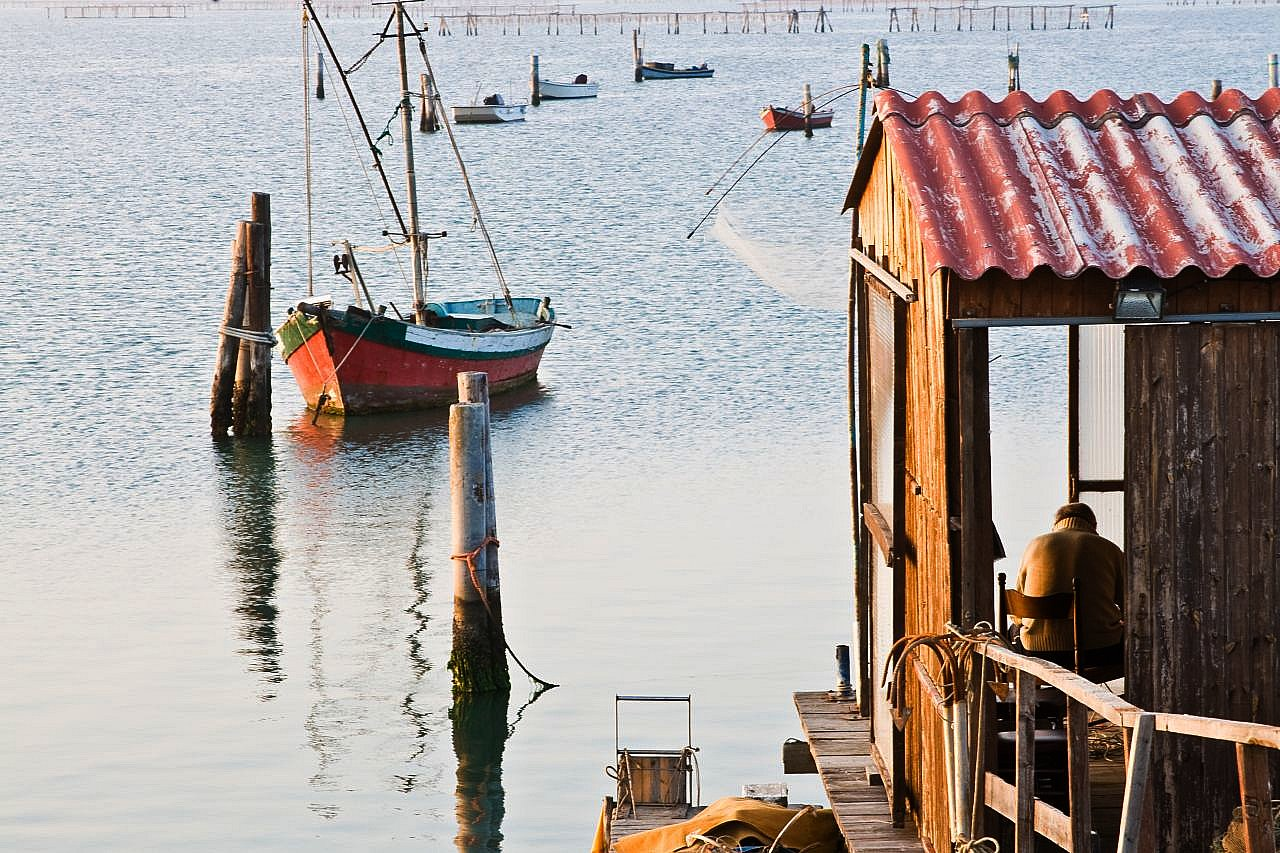
Cavana

## Storia
La piccola comunità di Scardovari seppe strappare al mare, alla palude, alla malaria, l'attuale centro. Scardovari è una striscia di terra unita a Tolle dalla strada provinciale ad est. Il Po di Tolle la separa dall'isola di Polesine Camerini a sud-est. A sud ed a ovest il Mare Adriatico la circonda tutta. Le sue case a gruppi e per un percorso di oltre sei chilometri (fino a Bonelli) sorgono al di qua e al di là della strada di asfalto, ove passava un tempo il ramo del Po detto Busollo, che poi si ritirò pian piano verso sinistra unendosi al Po di Tolle.

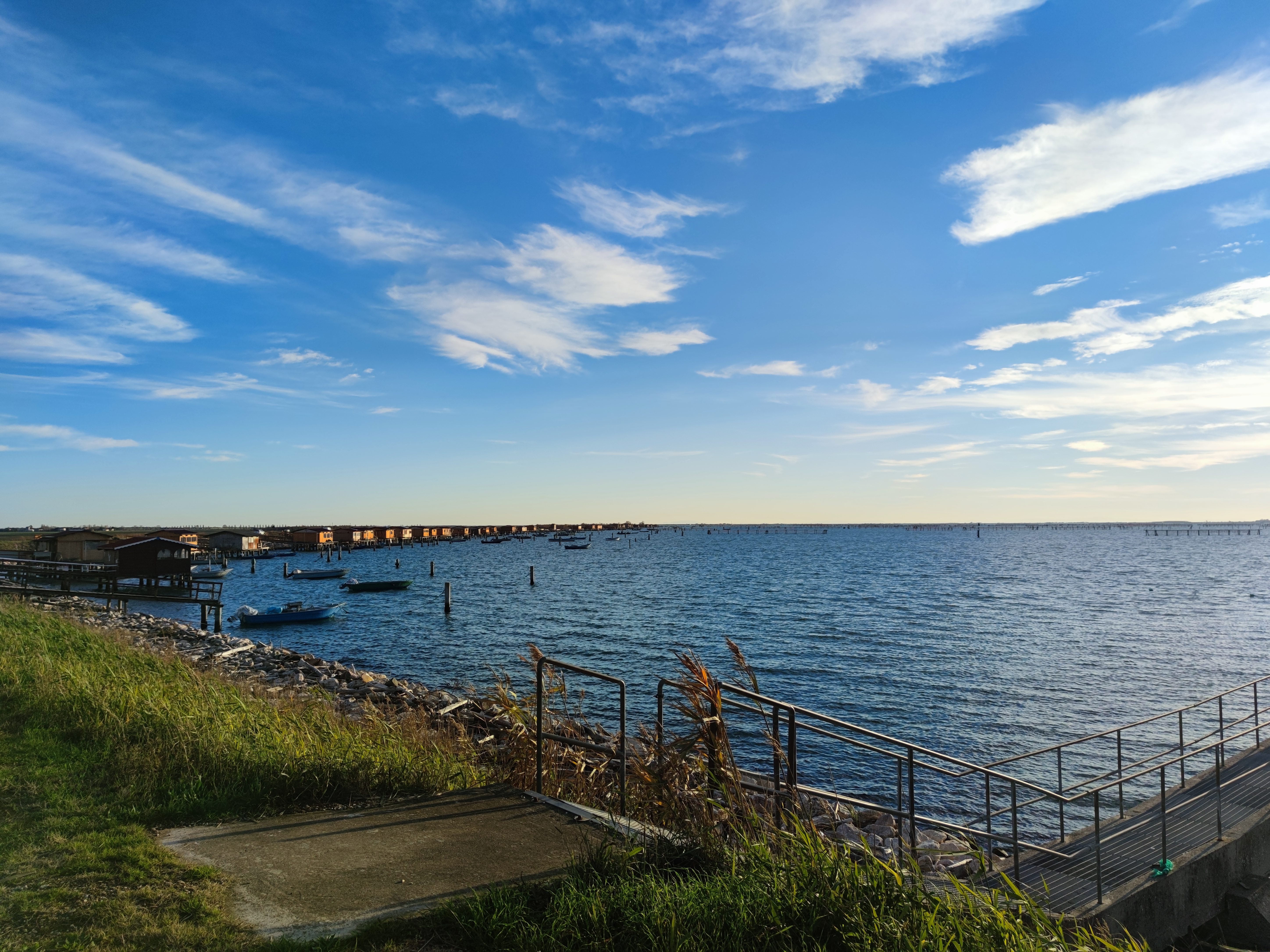
Panoramica della Sacca degli Scardovari

Le sue borgate presero il nome dalle configurazioni del terreno: Giarrette e Giarretton, da "giara" (piccola e grande spiaggia); Bonelli, da "bonello" (rialzo naturale di terra); Forte, da un grande rialzo sabbioso che gli austriaci usavano come forte militare. Solo dal 1780 si hanno notizie dei primi abitanti di quelle zone. Alcuni pescatori (con le famiglie) si costruirono delle capanne di canna palustre, sopra un "bonello" formatosi dal lento e naturale prosciugamento e vi si stabilirono. Detti pescatori non si avventuravano nel Mare Adriatico, perché privi di mezzi adatti, ma si limitavano alla pesca delle "scardove", (scardole in italiano), pesce di acqua dolce che vi si trovava in abbondanza.
Da qui prese il nome la località della Scardova e di Scardovari ("pescatori di scardole"). Poi pian piano le famiglie crebbero, a loro si aggiunsero altri nuclei che stabilendosi nella località formarono la prima comunità. Nel 1875 vi fu istituito un distaccamento della Guardia di Finanza e vi venne costruito il primo edificio scolastico per l'istruzione elementare. Nel 1935 si formò una cooperativa di pescatori, la Delta Padano, che diede vita a varie iniziative. Partita con un capitale di poche barche ed uno spaccio formato di canna palustre, questa cooperativa si è sempre ampliata ed ha promosso l'istituzione della farmacia, della condotta medica, dell'ufficio postale e della luce elettrica (che venne erogata nel 1943). Inoltre, sempre nel 1935, iniziò la sua attività il mercato del pesce. Il sistema di vendita è quello dell'asta pubblica che parte da un massimo ad un minimo di scudi (1 scudo era pari a 5 lire). Nel 1936 venne costruita una chiesa dedicata al Santissimo Redentore, e venne inaugurato il villaggio chiamato Villaggio Pescatori. Fu pure arginata di sasso, per un percorso di quasi 18 chilometri, la sacca degli Scardovari.

## Economia
Scardovari e più precisamente la Sacca degli Scardovari (demanio marittimo della frazione) è molto nota per la mitilicoltura. Oggi la produzione di cozze provenienti da questa zona è una realtà importante, che coinvolge molti operatori e aziende familiari tanto che attualmente il Consorzio Cooperative Pescatori del Polesine, con circa 1500 pescatori, è la maggiore azienda, in termini di occupati, della provincia. La cozza di Scardovari ottenne il marchio DOP nel novembre 2013.